# Radęcin
Radęcin (deutsch Regenthin) ist ein Dorf in der polnischen Woiwodschaft Lebus. Es ist der Stadt-und-Land-Gemeinde Dobiegniew (Woldenberg) im Powiat Strzelecko-Drezdenecki angegliedert.

## Geographische Lage
Die Ortschaft Radęcin liegt in der Neumark, etwa 60 Kilometer nordöstlich der Stadt Gorzów Wielkopolski (Landsberg an der Warthe), 30 Kilometer nordöstlich der Stadt Strzelce Krajeńskie (Friedeberg Nm.) und zwölf Kilometer nordöstlich der Stadt Dobiegniew (Woldenberg).

## Geschichte
Im Jahr 1300 übereignete Markgraf Woldemar die Ortschaft dem Zisterzienser-Kloster Marienwalde. 1608 hieß das Dorf Reyenthine.
Durch die preußische Verwaltungsreform von 1815 wurde Regenthin in den brandenburgischen Landkreis Arnswalde eingegliedert, zu dem es bereits im 18. Jahrhundert gehört hatte. 1938 wurde Regenrhin zusammen mit dem Landkreis Arnswalde der Provinz Pommern zugeordnet. Dies erfolgte im Zuge der verwaltungstechnischen Umwandlung der Provinz Grenzmark Posen-Westpreußen in den Regierungsbezirk Grenzmark Posen-Westpreußen.
Im Frühjahr 1945 wurde das Dorf von der Roten Armee besetzt und bald darauf von der sowjetischen Militärkommandantur unter polnische Verwaltung gestellt. Es begann die Zuwanderung von Polen. Die eingesessenen Dorfbewohner wurden in der Folgezeit vertrieben. Das deutsche Dorf Regenthin wurde in Radęcin umbenannt.

### Einwohnerzahlen
- 1858: 672, darunter zwölf Juden[2]
- 1871: 890[4]
- 1925: 844, darunter zwei Katholiken, keine Juden[5]
- 1933: 895[6]
- 1939: 853[6]

## Religion
Bis 1945 waren die Dorfbewohner mit wenigen Ausnahmen evangelisch. In Regenthin waren im Jahr 1790 die Evangelischen aus dem Nachbardorf Hochzeit (Stare Osieczno) eingepfarrt. Die Dorfkirche von Regenthin war eine Filiale des Kirchspiels des Dorfes Zatten.

## Verweise